# François-René Molé

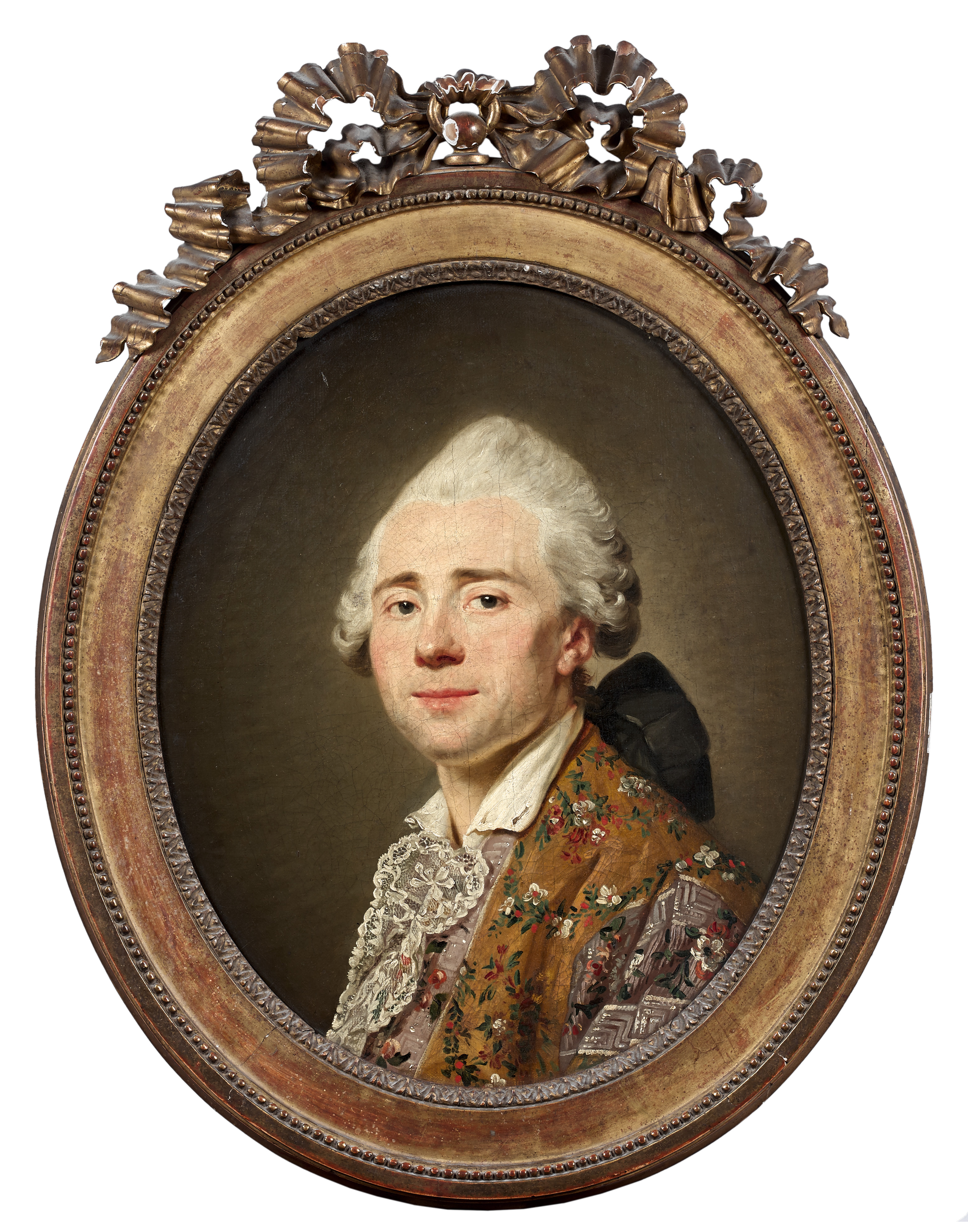
Porträt von François-René Molé

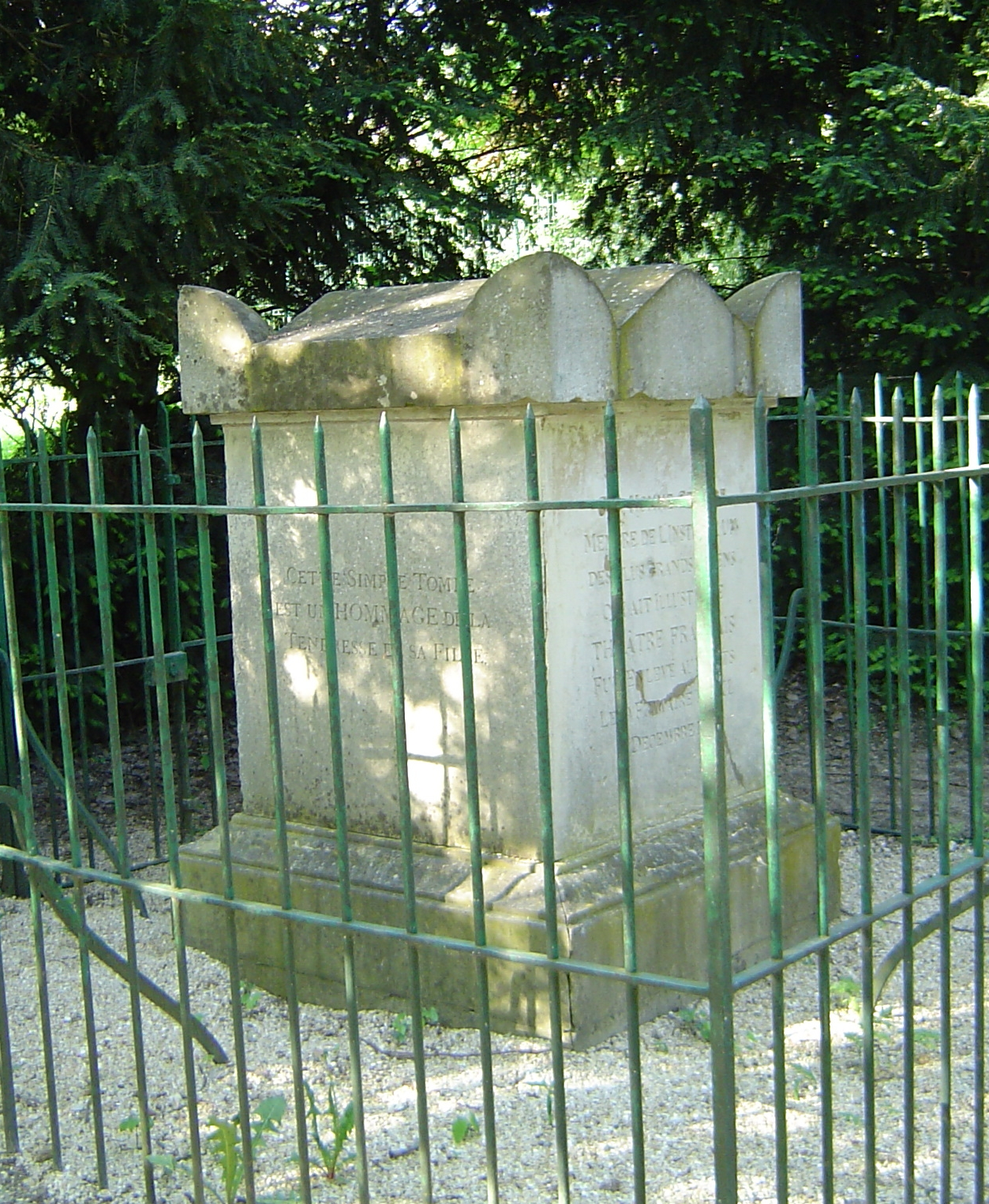
Molés Grab

François-René Molé (* 24. November 1734 in Paris; † 10. Dezember 1802 ebenda) war ein französischer Schauspieler.

## Biographie
Molé entstammte einer bürgerlichen Familie und erhielt von seinem Vater, der Maler und Bildhauer war, eine gute schulische Ausbildung. Im Alter von 14 Jahren starb der Vater und er wurde von Blondel de Gagny, einem hohen Finanzbeamten, aufgenommen, wo er aber für seinen Lebensunterhalt arbeiten musste. Als er alt genug war, schloss er sich einer Laientheatertruppe an, die am Boulevard du Temple auftrat. Von dort aus bekam er den Ruf an die Comédie-Française, an der er 1754 debütierte. Er schien aber noch nicht reif genug, um an der Comédie zu bestehen, und seine Aufnahme in die Société de la Comédie-Française wurde auf unbestimmte Zeit vertagt. Ohne zu murren, machte er sich auf in die Provinz, um sein schauspielerisches Talent zu schulen, und so spielte er in Lyon, Toulouse und Marseille, um 1760 erneut an der Comédie zu debütieren, was ihm auch gelang. Im folgenden Jahr bekam er auch sein festes Engagement und er wurde in die Société de la Comédie-Française aufgenommen. Dort spielte er in zahlreichen Inszenierungen bis zu seiner Pensionierung 1776, stand aber bereits drei Jahre später wieder auf der Bühne.
Im Jahr 1789 erwarb er, im Auftrag seines Bruders Louis-François, das Privileg in Rouen ein Theater zu eröffnen und 1790 verließ er Paris, um erst nach Bordeaux und anschließend nach Rouen zu gehen, aber die Geschäfte liefen schlecht. Die Comédie schloss 1791 ihre Pforten und Molé verlor auch seinen Professorenposten beim Conservatoire national supérieur d’art dramatique. Er stand nun ohne Arbeit und ohne Pension der Comédie vor großen finanziellen Schwierigkeiten, also wandte er sich an das Théâtre Montansier und bekam dort auch ein ordentlich bezahltes Engagement. Molé war auch in der Republik nicht vergessen worden und das Institut de France berief ihn 1795 zum Mitglied. Nach der Wiedervereinigung der Comédie-Française 1799 wurde er auch wieder in das Ensemble, als Doyen, aufgenommen, wo er bis kurz vor seinem Tod spielte. In seinem Todesjahr gab die Comédie eine Benefizaufführung, zu Gunsten Molés, um seine Schulden zu begleichen.
Auf seinem Sterbebett schwor er der Schauspielerei ab, damit er die Sterbesakramente bekam. Beerdigt wurde Molè auf seinem Grundstück in Antony.

## Privates
Im Jahr 1769 heiratete Molé die Schauspielerin d’Epinay, die sich dann Madame Molé nannte. Mit ihr hatte er eine Tochter, Elisabeth-Félicie, die unter dem Künstlernamen Mademoiselle Molé-Reymond bekannt wurde.

## Trivia
Molé war sehr beliebt, was sich 1766 besonders zeigte, als er schwer erkrankte. Es war Tagesgespräch in Paris und sein Publikum litt mit ihm mit. Vor seinem Haus stauten sich die Kutschen der vielen Anhänger, die ihm einen Krankenbesuch abstatteten. Als seine baldige Genesung bekannt wurde, wurden ihm insgesamt über 2000 Flaschen Wein, als Genesungsglückwunsch, übersandt.